# Droit à l'erreur
Ne doit pas être confondu avec [[:droit à l'erreur en droit français]].
Le droit à l'erreur est une norme pédagogique[réf. nécessaire][Quoi ?] d'acceptation de l'erreur. Elle peut se définir comme le fait que toute personne de bonne foi, désireuse d'apprendre et/ou d'expérimenter ne doit pas être systématiquement sanctionnée pour les erreurs qu'elle peut commettre dans les actes entrepris dans cette intention.

## Justification du Droit à l'erreur
- Tocqueville, libéral et fervant partisan de l'initiative, montre que la Société américaine du XIXe siècle fait une lecture particulière de la "Parabole des talents" (exposée par l’Évangile) : Il est préférable de développer ses talents et de réussir à les faire fructifier. Mais celui qui échoue n'est pas proscrit et n'est pas condamné au déshonneur car il a le mérite d'avoir essayé. Il est préférable d'avoir essayé et échoué plutôt que d'avoir tranquillement et frileusement enterré son talent.
- Alain Peyrefitte, montre que la Réforme protestante, dans ce qu'il appelle la société de confiance, a valorisé des comportements comme la liberté de conscience, la tolérance, la responsabilité, l'éducation et le sens de l'innovation. Cette confiance, au service d'une certaine droiture, encourage les individus à se développer et à progresser, car on ne peut risquer une action et tenter de se dépasser que si l'on a confiance dans ses partenaires, dans ceux qui nous entourent, et dans les conséquences que cela peut engendrer.

## Application pratique
Pour les pédagogues et la pédagogie, l'erreur d'un apprenant (élève, stagiaire…) est un phénomène normal et constitutif du processus d'apprentissage. L'apprenant apprend et progresse selon une méthode d'essai-erreur. A charge pour les enseignants et l'apprenant de tirer parti, de tirer les leçons des erreurs commises. La compréhension et la réduction des erreurs constituant le chemin vers la réussite laquelle est en principe favorisée par la reconnaissance des enseignants ou par la satisfaction de l'apprenant d'avoir réussi.
Ainsi l'application positive du droit à l'erreur
ne vise pas à dé-responsabiliser,
vise à délivrer du sentiment de culpabilité éventuellement paralysant,
nie l'utopie du perfectionnisme, en tant qu'illusion selon laquelle tous et chacun seraient capables d'agir spontanément de façon parfaite
évacue la pression excessive d'une société de plus en plus exigeante sur le plan de la performance